# Kabupaten Barito Selatan
Kabupaten Barito Selatan är ett kabupaten i Indonesien.   Det ligger i provinsen Kalimantan Tengah, i den nordvästra delen av landet, 1 000 km nordost om huvudstaden Jakarta. Antalet invånare är 124 128. Arean är 8 830 kvadratkilometer. Kabupaten Barito Selatan ligger vid sjöarna  Danau Palui och Danau Masura.
Terrängen i Kabupaten Barito Selatan är platt åt sydväst, men åt nordost är den kuperad.